# تحالف الأعمال المحلية
تحالف الأعمال المحلية هو تحالف بالمملكة المتحدة يضم أكثر من 120 منظمة وطنية تدعو لتشجيع استخدام قانون المجتمعات المستدامة. وتم إنشاؤه في الأصل بواسطة مؤسسة الاقتصاد الجديد]، وتشكل تحالف الأعمال المحلية في عام 2002 بهدف واحد فقط وهو تنظيم الحملات لعرض مشروع قانون المجتمعات المستدامة.
يقوم تحالف الأعمال المحلية بإدارة عملية فعالة لدعم مشروع القانون، بما في ذلك طلب الإحاطة البرلماني الذي وقع عليه 363 عضوًا من أعضاء البرلمان، مما يظهر الدعم من قبل جميع الأحزاب. والذي اعتبر كطلب إحاطة لمشروع قانون غير حكومي مقدم من قبل نيك هيرد، وهو عضو محافظ في البرلمان عن دائرة رويسليب-نورثوود، عندما فاز باقتراع مشروع القانون غير الحكومي في عام 2006. وخلال مساره البرلماني، حاز مشروع القانون (في صورته المعدلة) على الدعم الحكومي، ودعم فيل وولاس باعتباره وزير الحكومة المحلية آنذاك.
وقد نجحت هذه الحملة عندما تم تمرير قانون المجتمعات المستدامة من قبل برلمان المملكة المتحدة في أكتوبر 2007 بدعم من جميع الأحزاب السياسية في البرلمان في ذلك الوقت. ومنذ ذلك الحين، يقوم تحالف الأعمال المحلية، باعتباره جزءًا من ديمقراطية التحرير، بتعزيز القانون وحث الأشخاص على المشاركة والحكومة على تنفيذه بشكل صحيح.

## أغراض قانون المجتمعات المستدامة وأهدافه
إن قانون المجتمعات المستدامة لعام 2007 يتيح الفرصة للمجالس والمجتمعات لتقديم أساليب تفكير جديدة حول كيفية مواجهة تحديات الاستدامة والرفاهية المحلية. وينشأ ذلك من المبدأ القائل بأن السكان المحليين أكثر دراية بما يجب القيام به لتعزيز الاستدامة في منطقتهم، ولكنهم في بعض الأحيان يكونون بحاجة إلى وجود حكومة مركزية للتصرف ليتمكنوا من القيام بذلك. وهو يوفر قناة للسكان المحليين والمجالس التي تمثلهم لكي يتم طلب اتخاذ مثل هذا الإجراء من الحكومة المركزية.
قانون المجتمعات المستدامة هو جزء من التشريع يهدف إلى عكس الاتجاه المسمى «بريطانيا مدينة الأشباح». ويشير المصطلح «بريطانيا مدينة الأشباح» إلى التراجع المجتمعي الحالي من خلال فقدان المنشآت والخدمات المحلية، والتي تشمل من ضمن أشياء أخرى: المتاجر، والأسواق، ومكاتب البريد، والحانات، والمصارف والمراكز الصحية. ومصطلح «بريطانيا مدينة الأشباح» تم استخدامه في البداية من خلال بيت الخبرة البريطاني مؤسسة الاقتصاد الجديد في تقريرين: بريطانيا مدينة الأشباح (Ghost Town Britain) عام 2002 وبريطانيا المدينة المستنسخة (Clone Town Britain) عام 2004.

## حملة التعديل
في نوفمبر 2009 شهد تحالف الأعمال المحلية بنجاح تقديم مشروع قانون لتعديل قانون المجتمعات المستدامة إلى برلمان المملكة المتحدة بوصفه مشروع قانون غير حكومي. وتم تعديل قانون المجتمعات المستدامة لعام 2007 في عام 2010 عندما تم إصدار قانون (تعديل) قانون المجتمعات المستدامة لعام 2007 من قبل البرلمان وأصبح قانونًا في السادس من إبريل 2010.
وقد كان التعديل ضروريًا من أجل ضمان: 
- تقديم «قائمة متداولة» من اقتراحات المجتمع / المجلس للإجراء الحكومي إلى وزير الدولة حتى يتخذ قراره بالتعاون (أي ليس بالتشاور فقط) مع رابطة الحكومة المحلية.
- مشاركة المواطنين من خلال السماح لهم بتقديم الالتماس لإجراء استفتاء على القضايا إذا رفض المجلس الممثل لهم استخدام القانون.
- إدراج الأبرشية والمجالس البلدية. ونظرًا لاعتبار المجالس البلدية جزءًا من نطاق المجلس الأبرشي من الناحية القانونية والتقنية، فلذلك لا توجد حاجة لوضع مصطلح «مجلس البلدية» في مشروع القانون الأصلي.

## التحالفات الداعمة
1. Age Concern and Help the Aged (يعرف الآن بـ Age UK)
2. معهد المرأة
3. FSB - اتحاد الأعمال الصغيرة
4. NCVO - المجلس الوطني للمنظمات التطوعية
5. NFSP - الاتحاد الوطني لمديري مكاتب البريد الفرعية
6. PCS - اتحاد الخدمات العامة والتجارية
7. اتحاد يونيسون (UNISON)
8. ديمقراطية التحرير
9. وودلاند ترست
10. اتحاد عمال الاتصالات
11. مجموعة التعاون
12. أصدقاء الأرض
13. منظمة السلام الأخضر
14. NALC - الجمعية الوطنية للمجالس المحلية
15. جمعية شيلتر
16. اتحاد علوم التربة
17. مجلة ذا بيج إيشو
18. المجتمع القانوني
19. جمعية ذا رامبلرز
20. جمعية إرشاد المواطنين
21. اتحاد شرطة إنجلترا وويلز
22. جمعية كبار ضباط الشرطة لإنجلترا وويلز
23. المعهد الوطني الملكي للمكفوفين
24. جمعية كبار ضباط الشرطة
25. جمعية محال البقالة
26. CAMRA – حملة تسويق بيرة ريل ايل
27. مؤسسة القانون البيئي
28. LGIU - وحدة معلومات الحكومة المحلية
29. NFRN - الاتحاد الوطني لأصحاب محلات بيع الصحف بالتجزئة
30. SIBA - جمعية مصانع البيرة المستقلة
31. حملة تحسين وسائل المواصلات (تعرف سابقًا باسم Transport 2000)
32. CPRE - حملة حماية ريف إنجلترا
33. جمعية الأراضي والأعمال للبلد
34. التحالف الريفي
35. CTC - المنظمة الوطنية لراكبي الدراجات
36. لجنة المساواة وحقوق الإنسان
37. جمعية الزراعة العضوية
38. الحزب الديمقراطي الليبرالي
39. جمعية ليفنج ستريتز
40. NEA - الجمعية الوطنية لدعم نقص الطاقة

## وصلات خارجية
- Local Works official website